# 3111 Misuzu
3111 Misuzu este un asteroid din centura principală, descoperit pe 19 februarie 1977 de Hiroki Kosai și Kiichiro Hurukawa.